# Lokomotiva Tomáš: Král železnic
Lokomotiva Tomáš: Král železnic je britský animovaný film z roku 2013. Režisérem filmu je duo Rob Silvestri. Hlavní role ve filmu ztvárnil Mark Moraghan.

## České znění
| Bohuslav Kalva  | James a titulky                                                  |
| Pavel Tesař     | Tomáš, Hiro a Paxton                                             |
| Libor Terš      | přednosta, Henry, Edward, Cranky, otravný vůz, Spencer a Rheneas |
| Roman Hájek     | Stephen, Diesel Toby a otravný vůz                               |
| Radovan Vaculík | Percy, Gordon a Luke                                             |
| Klára Šumanová  | Emily, Millie, Caitlin a Annie                                   |
| Jakub Saic      | hrabě že Sodoru, Skarloy a dítě                                  |

Režie – Klára Šumanová. České znění vyrobilo Studio Bär dabing pro Televizní studio Minimax v roce 2013.